# 4-(cytidine-5'-diphospho)-2-C-méthyl-D-érythritol kinase
La 4-(cytidine-5'-diphospho)-2-C-méthyl-D-érythritol kinase est une phosphotransférase qui catalyse la conversion du 4-diphosphocytidyl-2-C-méthylérythritol (CDP-ME) en 4-diphosphocytidyl-2-C-méthyl-D-érythritol-2-phosphate (CDP-MEP) :
|        | + ATP {\displaystyle \rightleftharpoons } ADP + |         |
| CDP-ME |                                                 | CDP-MEP |

L'ion manganèse Mn2+ ou magnésium Mg2+ intervient comme cofacteur dans cette réaction.
Cette enzyme intervient à la quatrième étape de la voie du méthylérythritol phosphate, qui est une voie métabolique de biosynthèse de l'isopentényl-pyrophosphate (IPP) et du diméthylallyl-pyrophosphate (DMAPP) alternative à la voie du mévalonate chez les plantes, certains protozoaires et la plupart des bactéries, l'IPP et le DMAPP étant des métabolites qui conduisent notamment à la synthèse des terpénoïdes.